# Schinus engleri
Schinus engleri är en sumakväxtart som beskrevs av Fred Alexander Barkley. Schinus engleri ingår i släktet Schinus och familjen sumakväxter. Utöver nominatformen finns också underarten S. e. uruguayensis.